# Syndicat des territoires de l'Est Cantal
Le Syndicat des territoires de l'Est Cantal (SYTEC) est un pôle d'équilibre territorial et rural situé dans le département du Cantal et la région Auvergne-Rhône-Alpes.

## Histoire
En 2020, le Pays de Saint-Flour Haute-Auvergne, au sens de Pays (aménagement du territoire) devient un pôle d'équilibre territorial et rural (PETR) sous le nom Syndicat des territoires de l'Est Cantal.

## Situation
Le Syndicat des territoires de l'Est Cantal couvre la moitié Est du département du Cantal, son territoire correspond approximativement à celui de l'arrondissement de Saint-Flour.

## Description
- Date de reconnaissance : 2020
- Surface : 2 862 km²
- Villes principales :  Saint-Flour, Murat, Massiac, Neussargues en Pinatelle, Neuvéglise-sur-Truyère.

## Composition
Le territoire est constitué de trois intercommunalités ainsi que trois communes à part :
- Saint-Flour Communauté ;
- Hautes Terres Communauté ;
- Communauté de communes du Pays Gentiane ;
- Communes de Cronce, Chastel et Pinols.

## Démographie
| 2012   | 2013   | 2014   | 2016   |
| ------ | ------ | ------ | ------ |
| 37 430 | 37 329 | 36 938 | 35 305 |